# Бервиця
Бе́рвиця — село в Україні, у Калитянській селищній територіальній громаді Броварського району Київської області. Населення становить 259 осіб.

## Історія
Згідно з Генеральним слідством Київського полку (1729—1731) деревня Бервиця Бобровицької сотні «з давніх літ» належала київським полковникам, а ті віддавали її бобровицьким сотникам. Зокрема, київським полковником Антоном Танським 6 дворів (1726, уточнене число — 15) було тимчасово передано Бобровицькому сотнику Костантію Васильовичу. Винницю при селі сотник придбав за власні кошти. Пізніше в селі була своя дьогтярня.
У 1858 р. належало до володінь родини Забіли. Налічує 23 хати і 171 особу.
Перед революцією 1917 р. у селі мав свої землі пан Скергелов.
1918–1919 р.р. — перебуває в зоні дій загонів отамана Демида Ромашки.
1920 р. — входить до складу Ярославської волості Козелецького повіту Чернігівської губернії.
1923 р. — Бервиця належить до Бервицько-Мокрецької сільради з центром у Мокреці (Бобровицький район). Населення – 533 людини на 107 господарств.
1924 р. — діє трирічна трудова неповна школа, бібліотека, дитячий садок; Бервицько-Мокрецька сільська рада входить до Бобровицького району Ніжинської округи Чернігівської губернії.
1929 р. — початок колективізації в селі. Організовано артіль «Новий шлях».
Під час Другої Світової війни село не зазнає руйнувань. 84 жителі села за участь у війні на боці СРСР нагороджені більшовицькими нагородами.
У 1951 р. бервицьку артіль «Новий шлях» приєднано до Мокрецького колгоспу «Нове життя». 1962 р. — господарство приєднано до колгоспу ім. Кірова. 1963 р. — колгосп ім. Кірова реорганізовано в радгосп «Заворицький».
У середині 60-х р.р. Бервиця налічує 200 дворів, 639 мешканців. Діє початкова школа.
1972 р. — Мокрець і Бервицю відділено в радгосп «Заплавний».
1972–1973 р.р. — споруджено механізований тваринницький комплекс.
1973 р. — бервицьку школу закрито через нестачу учнів.
1978 р. — молочно-товарну ферму нагороджено Почесною грамотою за перемогу в соціалістичному змаганні.
У 1988 р. — збудовано новий клуб. Діє медичний пункт.
Станом на 1 січня 2002 року налічує 262 двори. Складається з трьох кутків: Ступаківка, Москалівка, Загребля.
Під час російського вторгнення в Україну 2022 року село було окуповане з 2 по 30 березня. За даними поліції, російські війська влаштували в селі штаб і вбили двох жителів. Було зруйновано 30 житлових будинків та 10 автомобілів цивільного населення; повідомляється про грабунки місцевих жителів. Російська колона в селі була розбита Збройними силами України.

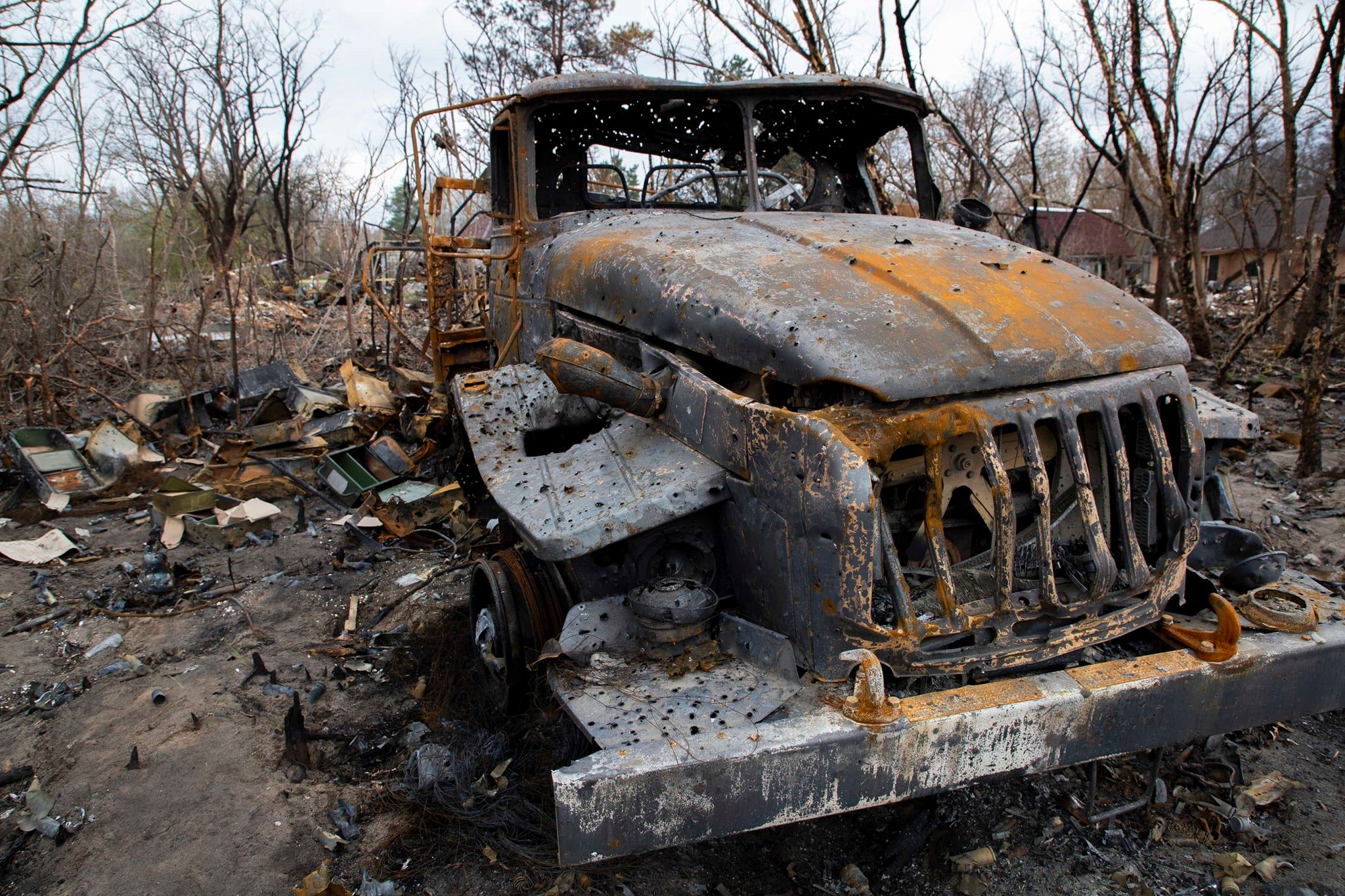
Після боїв